# Selección de fútbol de Isla de Wight
La Selección de fútbol de Isla de Wight es el equipo representativo de la Isla de Wight en los Juegos de las Islas. El equipo ganó el torneo de fútbol en las ediciones de 1995 y 2011. La Isla de Wight no es miembro de la FIFA ni de la UEFA, es una isla dentro de Inglaterra y juega bajo los auspicios de la Football Association, el organismo rector del fútbol en Inglaterra. Juega de local en el estadio St George's Park, que tiene una capacidad de 3.200 espectadores y tiene 200 asientos.

## Historial en el Juego de las Islas
| Año   | Posición | PJ | PG | PE | PP | GF  | GC |
| ----- | -------- | -- | -- | -- | -- | --- | -- |
| 1991  | 7.º      | 4  | 1  | 1  | 2  | 3   | 10 |
| 1993  | 5.º      | 4  | 2  | 1  | 1  | 4   | 3  |
| 1995  | 1.º      | 5  | 4  | 0  | 1  | 7   | 3  |
| 1997  | 3.º      | 4  | 2  | 2  | 0  | 7   | 2  |
| 1999  | 3.º      | 5  | 4  | 0  | 1  | 22  | 8  |
| 2001  | 4.º      | 4  | 1  | 1  | 2  | 6   | 6  |
| 2003  | 4.º      | 5  | 2  | 0  | 3  | 24  | 9  |
| 2009  | 10.º     | 4  | 1  | 0  | 3  | 6   | 10 |
| 2011  | 1.º      | 5  | 5  | 0  | 0  | 16  | 4  |
| 2015  | 6.º      | 4  | 2  | 1  | 1  | 7   | 3  |
| Total | 10/14    | 44 | 24 | 6  | 14 | 102 | 56 |

## Historial contra otras selecciones
| Oponentes   | PJ | PG | PE | PP | GF | GC |
| ----------- | -- | -- | -- | -- | -- | -- |
| Åland       | 3  | 1  | 0  | 2  | 5  | 3  |
| Frøya       | 1  | 1  | 0  | 0  | 6  | 2  |
| Gibraltar   | 4  | 2  | 0  | 2  | 3  | 6  |
| Groenlandia | 5  | 3  | 1  | 1  | 13 | 6  |
| Guernsey    | 5  | 1  | 2  | 2  | 8  | 9  |
| Hitra       | 1  | 1  | 0  | 0  | 4  | 0  |
| Isla de Man | 2  | 1  | 0  | 1  | 2  | 5  |
| Jersey      | 5  | 1  | 0  | 4  | 3  | 10 |
| Rodas       | 2  | 1  | 0  | 1  | 4  | 3  |
| Saaremaa    | 2  | 1  | 0  | 1  | 11 | 2  |
| Sark        | 1  | 1  | 0  | 0  | 20 | 0  |
| Shetland    | 2  | 1  | 1  | 0  | 2  | 0  |
| Anglesey    | 4  | 0  | 2  | 2  | 3  | 9  |

(Actualizado el marzo de 2008)